# Вольтолина, Карла
Карла Вольтолина (итал. Carla Voltolina; в замужестве — Пертини (итал. Pertini); род. 3 или 14 июня 1921, Турин, Королевство Италия — 6 декабря 2005, Рим, Италия) — итальянская журналистка, партизанка и психотерапевт. Супруга президента Алессандро Пертини (1978—1985).
Во время Второй мировой войны Вольтолина участвовала в партизанской деятельности в бригаде «Маттеотти». В послевоенное время внесла значительный вклад в борьбу с наркозависимостью и психическими заболеваниями, а также в развитие социальной справедливости.

## Биография

### Ранние годы
Карла Вольтолина родилась 3 или 14 июня 1921 года в Турине в семье Луиджи Вольтолина и Розы Барберис. Луиджи Вольтолина был родом из Кьоджи и служил офицером в армии. Роза Барберис была родом из Асти. Дедушка Вольтолины по материнской линии занимал должность мэра Пьова-Массая. У неё было две старшие сестры Лаура (род. 1917) и Луиза (род. 1919) и младший брат Умберто (род. 1940).
Когда Вольтолине было шесть лет, отец записал её в секцию плавания. Она завоевала несколько трофеев, выступая за молодёжный состав «Ювентуса». В 1938 году Карла бросила школу. Позже она закончила обучение на вечерних курсах и сдала дополнительные экзамены, чтобы поступить в университет Боккони.

### Вторая мировая война
Когда началась Вторая мировая война, Луиджи Вольтолина уехал воевать добровольцем в Африку. Там он был захвачен союзниками и до конца войны находился в тюремном лагере в Техасе. Роза, Лаура, Луиза и Умберто были вынуждены эвакуироваться в Асти после бомбардировки дома. Карла осталась учиться в Боккони.
После 8 сентября 1943 года Вольтолина прервала учёбу в Боккони и присоединилась к итальянскому движению сопротивления в Риме. Она принимала участие в составлении и распространении подпольной прессы, помогала в зарождении Социалистической партии пролетарского единства (PSIUP) и последующем создании первой бригады «Маттеотти» (итал. Matteotti). Весной 1944 года Карла участвовала в миссии, организованной комитетом национального освобождения в районе Верхней Мачераты. Во время облавы 2 апреля 1944 года была арестована эсэсовцами в Виссо.
С помощью врача ей удалось бежать и добраться до Рима, где сотрудничала с активистом Эудженио Колорни в редакции подпольной прессы.
В начале июня 1944 года Вольтолина вошла в исполнительный комитет Социалистической федерации молодёжи Милана вместе с активистами Чезаре Бенси, Джордано Белломи, Джованни Раймонди и Паоло Пескетти. В то же время Вольтолина возобновила контакты со своей матерью и сёстрами, а также с двумя своими зятьями Марчелло Де Фавери и Альфредо Фантино, также занимающихся партизанской деятельностью.
В ноябре 1944 года зять Карлы Вольтолины, Альфредо Фантино, заместитель командира бригады «Маттеотти» в Пьемонте, пригласил её в Турин и попросил сопроводить в Милан лидера социалистов Алессандро «Сандро» Пертини. Пертини был направлен римским секретариатом для представления PSIUP в Комитете национального освобождения Северной Италии (CLNAI). Эта встреча стала для них первой. Пертини был впечатлён не только энтузиазмом и мужеством Карлы. Несмотря на то, что полиция разыскивала её, Карла отвергла совет Пертини укрыться в Швейцарии, чем заслужила его восхищение.
В Милане она участвовала в создании подпольной газеты «Социалистическая революция». 14 февраля 1945 года участвовала в антифашистской акции, организованной молодыми миланскими социалистами в университете Боккони. Освобождение Италии от фашизма Вольтелина встретила вместе с Пертини в Милане.

### Послевоенные годы
Несмотря на сомнения Пертини, обеспокоенного разницей в возрасте , и возражений родителей Карлы, они поженились в муниципалитете Рима 8 июня 1946 года.
В послевоенный период Вольтолина сотрудничала с газетой «Avanti!» (рус. Вперёд!), «Il Lavoro» (рус. Работа) в Генуе и с журналом Итальянского женского союза «Noi Donne» (рус. Мы — женщины) в качестве журналистки. Также принимала участие в некоторых выпусках телепрограммы «Tribuna politica». Там она занималась расследованиями, посвящёнными тюремному миру, пожилым людям и сфере проституции. В 1955 году Вольтолина и активистка Лина Мерлин опубликовали том «Письма из закрытых домов». В книге поднимается тема тяжёлых условий жизни и эксплуатации проституток, которые сталкивались с двойным угнетением — как со стороны так называемых «защитников», так и со стороны государства. Книга вызвала общественный резонанс, который привёл к принятию Закона № 75 или «Закон Мерлина» (20 февраля 1958). Данный закон привёл к закрытию около 560 государственных публичных домов, которые ещё функционировали на тот момент, и сосредоточился на наказании за эксплуатацию, а не за саму деятельность, связанную с проституцией.
В начале 1960-х годов Вольтолина работала парламентским журналистом в пресс-службе Палаты депутатов. В 1968 году назначение Пертини председателем палаты убедило её оставить свой пост, чтобы избежать распространения слухов о возможном конфликте интересов. Позже Вольтолина завершила карьеру журналистки в пресс-службе Министерства общественных работ.
В начале 1970-х годов Вольтолина решила возобновить обучение в университете. Она поступила на факультет политических наук Института Чезаре Альфьери в университете Флоренции. В 1972 году она завершила обучение в университете, защитив дипломную работу, посвящённую вопросам госпитализации пожилых людей в Италии. В 1977 году она завершила обучение на специализированном курсе психологии в университете Турина, успешно защитив диссертацию по психологии труда.
Вольтолина активно занималась волонтёрской деятельностью в больницах и социально-медицинских учреждениях Милана и Рима, посвятив себя работе в сфере лечения наркозависимости и психических заболеваний. В этот же период в Риме она работала психотерапевтом под руководством профессора Эмилио Сервадио, с которым поддерживала профессиональные отношения до его смерти в 1995 году. Позже она сотрудничала с отделением лечения наркозависимости в больнице Лимбьяте в Милане, а также с центром помощи наркозависимым под руководством профессора Мадедду. В Риме Вольтолина также работала волонтёром в психиатрическом отделении больницы Форланини. С начала 1978 года она работала психологом в столичной клинике Джемелли в отделении, занимающемся лечением алкоголизма и наркомании. Позже она продолжила работу в больнице Монтеверде в Риме, а затем в службе психиатрической диагностики и лечения Санта-Мария-Нуова во Флоренции. Там она также работала волонтёркой-психотерапевткой  в районах Гавинана и Соргана, сотрудничая с профессором Андреа Девото.
Когда заговорили о кандидатуре Пертини на пост президента республики, Вольтолина выразила своё несогласие. Она опасалась, что в столь сложный для страны период бремя правления окажется чрезмерной для Сандро, которому исполнилось 82 года. Она также переживала, что новая общественная роль мужа кардинально изменит её жизнь. Вольтолина предпочла не брать на себя роль «первой леди». Она отказалась от почестей и привилегий, предложенных ей как жене президента, и решила не жить в президентской квартире. Она просила Пертини рассматривать Квиринал не как «дом», а как «офис». Она редко появлялась на публичных мероприятиях, за исключением концертов, театральных представлений и художественных выставок. Она практически не пользовалась услугами охраны, за исключением случаев крайней необходимости. Она сопровождала Пертини в зарубежной поездке всего один раз — во время его визита в Китай, страну, которая вызывала у него глубокий культурный интерес. Её решение отойти от привычных церемониальных норм в этой поездке подверглось резкой критике со стороны консервативной прессы.
С 1985 года, после завершения семилетнего срока Пертини на посту президента, Вольтолина стала реже посещать Флоренцию. В 1987 году она переехала в Прато, где начала работать в отделении психического здоровья под руководством доктора Грациано Грациани (итал. Graziano Graziani), с которым продолжала сотрудничать до ухудшения состояния здоровья. В благодарность за эту деятельность муниципальная администрация Прато вручила ей ключи от города в 1999 году.
В 1990 году умер Сандро Пертини. В память о своём муже 23 сентября 2002 года Карла Вольтолина инициировала создание во Флоренции фонда «Сандро Пертини». Целью фонда стало продвижение и популяризация исследований, выставок, конференций и публикаций, посвящённых жизни, трудам и идеям Сандро Пертини. Также руководила музеем Пертини в Савоне, в котором были собраны все произведения искусства, которые президент получил в дар от известных художников. Этот музей стал одним из символов его культурного наследия.
В июне 2000 года Вольтолина была удостоена одной из высших наград Сан-Марино — звания кавалера ордена Святой Агаты. Последнее публичное выступление Карлы Вольтолины состоялось незадолго до её смерти в Турине. Во время этого события она передала в городской автомобильный музей Fiat «500», который принадлежал её мужу.
8 апреля 2004 года Карла Вольтолина была удостоена звания почётного гражданина Кампо-нель-Эльба. Решение об этом принял городской совет, и соответствующая церемония прошла в рамках внеочередной сессии под руководством мэра Антонио Галли. Этот жест стал признанием её заслуг перед обществом и вкладом в сохранение памяти её мужа, Сандро Пертини, а также её личной общественной и гуманитарной деятельности.
Вольтолина скончалась в Риме 6 декабря 2005 года в возрасте 84 лет. По её желанию тело было кремировано, а прах захоронен рядом с могилой мужа на кладбище Стелла Сан-Джованни. До конца своей жизни Вольтолина числилась в военном округе Рима как боец, награждённый Военным крестом.
На небольшой мемориальной доске сбоку от могилы были высечены слова: «Здесь покоятся Карла и Сандро, которые так любили друг друга и вместе боролись за свободу и социальную справедливость». В марте 2020 года в честь Карлы была названа прогулочная аллея в Флоренции, увековечившая её память.
В 2015 году вышла книга «Я любила море, а он — горы. Портрет Карлы Вольтолины Пертини» (итал. Io amavo il mare, lui la montagna. Ritratto di Carla Voltolina Pertini)  книга  С. Роландо и А. Селадин.

## Награды
Государственные награды
- Крест «За воинскую доблесть»[3][4]
- Орден Святой Агаты (июнь 2000)[2][3][4]

## Комментарии
1. ↑  На тот момент Вольтолине было 25, а Пертини – 50 лет.